# Eric Ericson (socialdemokrat)
Johan Eric Ericson, född den 27 augusti 1888 i Selångers församling, Västernorrlands län, död 15 november 1970 i Karlskoga församling, Örebro län, var en svensk kommunalborgmästare och socialdemokratisk riksdagsledamot.
Ericson avlade folkskollärarexamen 1916, blev folkskollärare i Karlskoga samma år, blev folkskoleinspektör i Karlskoga distrikt 1928 och var den första kommunalborgmästaren i Karlskoga stad, han tillträdde ämbetsposten 1940. Han blev landstingsman 1938, ledamot av landstingets förvaltningsutskott 1942 och var ledamot av riksdagens första kammare från 1943, invald i Örebro läns valkrets. Ericson är begravd på Gamla kyrkogården i Karlskoga.